# Родезийский человек

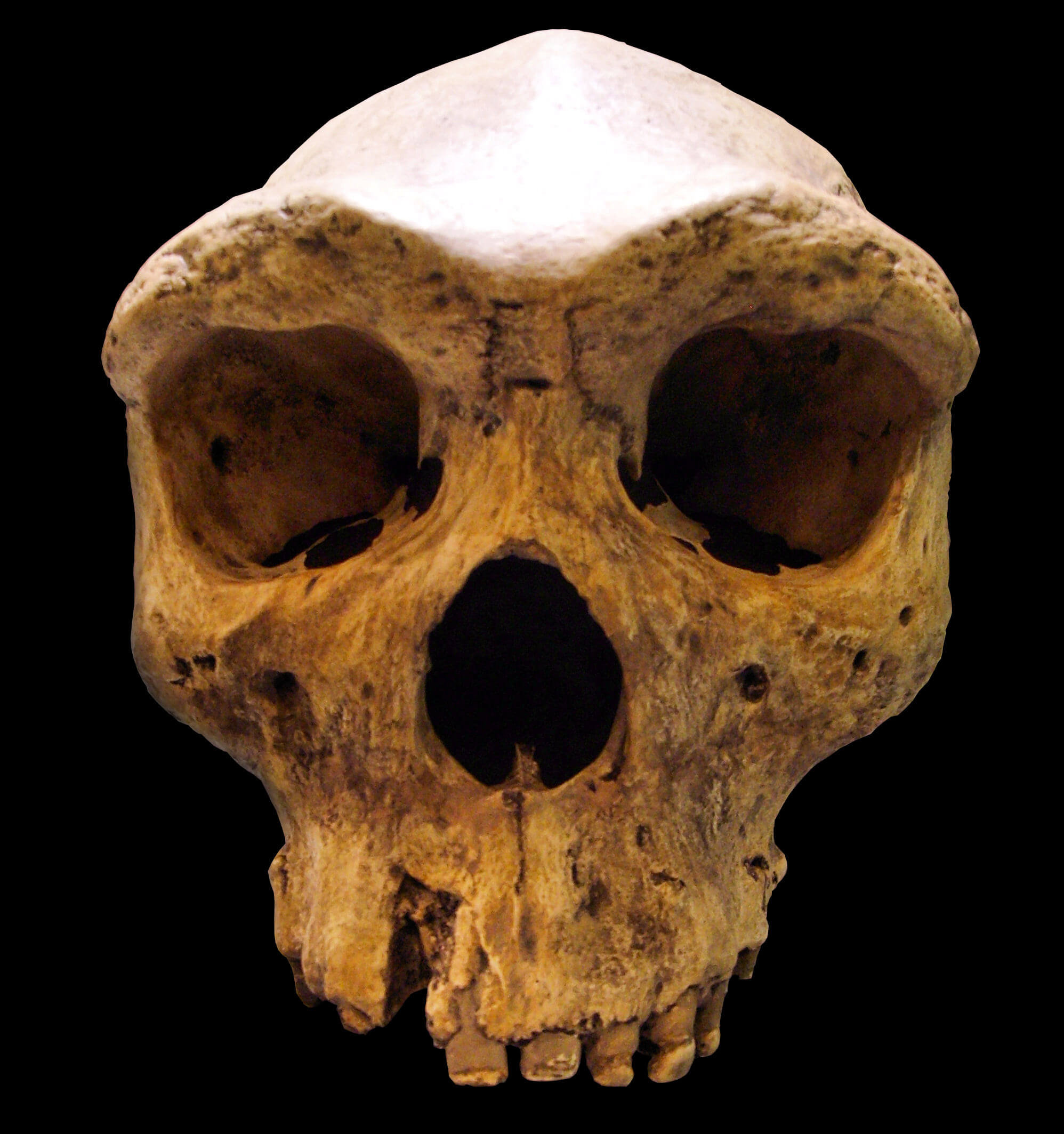
Муляж черепа родезийского человека

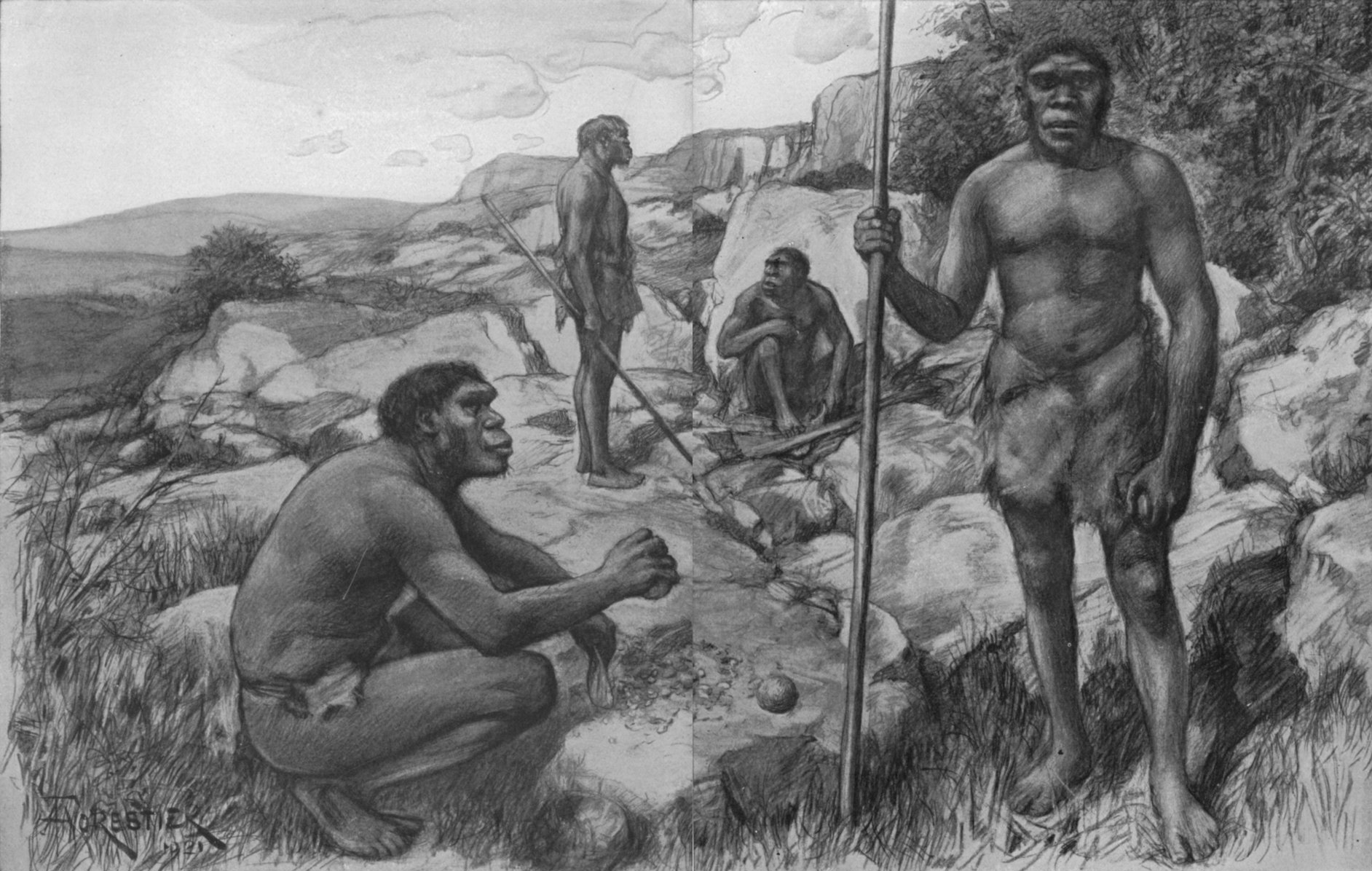
Родезийский человек (реконструкция)

Родези́йский человек — название ископаемой разновидности людей, чьи останки были обнаружены в пещере недалеко от города Брокен-Хилл в Северной Родезии (ныне город Кабве в Замбии). Описание находки было опубликовано в 1921 году Артуром Смитом Вудвардом.
Найденные останки включали череп, фрагмент верхней челюсти, крестец, большеберцовую кость и фрагменты бедренной кости, а по некоторым данным также другие кости, принадлежавшие по меньшей мере двум индивидам.
Возраст находки точно не установлен. На основе анализа сопутствующих каменных орудий и останков животных он оценивается от 130—300 тыс. лет до 490 тысяч лет или более. Новая датировка — 299 ± 25 тыс. лет назад.
Характерной особенностью родезийского человека является смесь архаичных и прогрессивных черт строения. Объём черепной коробки составляет около 1280 см³. Лобная кость крайне примитивная, с очень массивными надбровными валиками, а височная почти такая же, как у современных людей. Строение сохранившихся костей посткраниального скелета также практически современное. По аналогии с современными людьми, исходя из размеров костей конечностей, рост оценивается приблизительно в 178,9—184,4 см. Пропорции тела узкие, вытянутые.
Первоначально родезийский человек рассматривался как представитель нового вида Homo rhodesiensis. В 1928 году этот вид был выделен Пайкрафтом в отдельный род Cyphanthropus и получил название Cyphanthropus rhodesiensis. В настоящее время большинство исследователей относит родезийского человека к виду гейдельбергских людей. Однако, возможна и более дробная классификация, в которой к гейдельбергцам относятся только европейские формы, промежуточные между человеком-предшественником и неандертальцами, в то время как африканские формы, промежуточные между человеком-предшественником и человеком разумным, рассматриваются как самостоятельный вид Homo rhodesiensis Woodward, 1921.